# 15120 Mariafélix
(15120) Mariafélix, denumire internațională (15120) Mariafelix, este un asteroid din centura principală de asteroizi.

## Descriere
15120 Mariafélix este un asteroid din centura principală de asteroizi. A fost descoperit pe 4 martie 2000 la Marxuquera de Josep Juliá Gómez Donet. Asteroidul prezintă o orbită caracterizată de o semiaxă mare de 2,27 ua, o excentricitate de 0,17 și o înclinație de 2,9° în raport cu ecliptica.